# 北庭大都護府

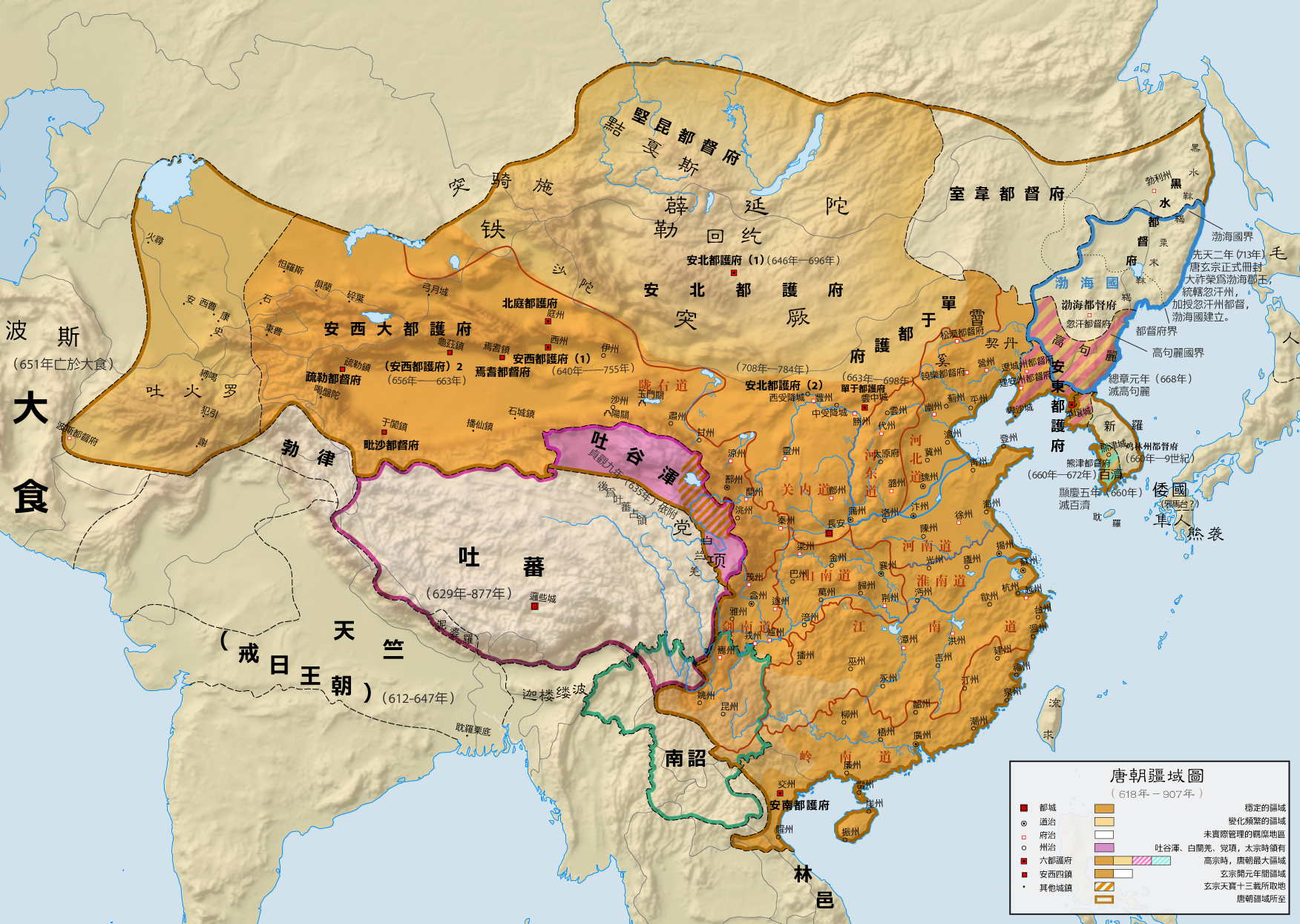
唐時代の勢力図

北庭大都護府（ほくていだいとごふ）は、中国唐代に現在の中華人民共和国新疆ウイグル自治区昌吉回族自治州に設置された行政区画。管轄範囲は東は伊吾（クムル、ハミ）、西は咸海（アラル海）一帯、北は額爾斉斯河（エルティシ川）から巴爾喀什湖（バルハシ湖）、南は天山であり、府治は庭州（現在のジムサル県北庭鎮）に設置された。
702年（長安2年）、武則天は天山以北の西域地区の統治を強化するため旧毗陵都護衛府を安西大都護府より分離、新たに北庭都護府を設置した。709年（景龍3年）、北庭都護府が大都護府に昇格し、安西大都護府と同格となり、天山の南北地区を分掌した。
唐朝は当時西域の二元化管理を行い、漢族居住地には中原地区同様に均田制や租庸調制や府兵制が施行され、その他音地域には民族毎の行政管理制度が採用され、その首領には唐風の官職名が与えられ羈縻州を構成していた。
北庭大都護府の最盛期には下部に金満県・輪台県・蒲類県の3県、瀚海軍・天山軍・伊吾軍の3軍、塩泊州・塩禄州・陰山州・大漠州・金満州・輪台州・玄池州・哥系州・咽面州・金附州・西塩州・東塩州・叱勒州・迦瑟州・馮洛州・孤舒州の16羈縻州を管轄、突騎施・堅昆・突厥などの民族を統治していた。
790年（貞元6年）、吐蕃が庭州を攻略した際に北庭大都護府も廃止された。その後元朝の至元年間に別失八里等処行尚書省が北庭都護府と改称されたことがあったが、こちらもまもなく廃止されている。
現在、北庭都護府遺跡は全国重点文物保護単位に指定されている。